# Pocahontas (film 1910)
Pocahontas è un cortometraggio muto del 1910. Il nome del regista non viene riportato. Il soggetto è tratto dal poema di Lydia Howard Huntley Sigourney, adattato per lo schermo da Lloyd Lonergan.
Il personaggio storico di John Rolfe è interpretato da Frank Hall Crane, quello di John Smith da George Barnes. Nel cast appare anche il nome di Anna Rosemond, nel 1910 partner abituale di Crane.

## Produzione
Il film fu prodotto dalla Thanhouser Film Corporation.

## Distribuzione
Distribuito dalla Motion Picture Distributors and Sales Company, il cortometraggio di una bobina uscì nelle sale cinematografiche statunitensi l'11 ottobre 1910.